# Zirə İdman Kompleksinin stadionu
Zirə İdman Kompleksinin stadionu (Stadion Kompleksu Sportowego w Zirə) – stadion piłkarski w Zirə, niedaleko Baku, w Azerbejdżanie. Został wybudowany w latach 2011–2012. Może pomieścić 1300 widzów. Swoje spotkania rozgrywają na nim piłkarze klubu Zirə FK.